# Myodes regulus
Myodes regulus је врста волухарице. 

## Распрострањење
Ареал врсте покрива средњи број држава. Врста је присутна у Русији, Кини, Северној Кореји, Јапану и Јужној Кореји.

## Станиште
Станишта врсте су шуме и брдовити предели. 

## Угроженост
Ова врста је наведена као последња брига, јер има широко распрострањење и честа је врста.